# Go Flex
Go Flex è un singolo del rapper statunitense Post Malone, pubblicato il 21 aprile 2016 come terzo estratto dal primo album in studio Stoney.

## Video musicale
Il video musicale, diretto da James DeFina e Chris Velona, è stato reso disponibile il 29 aprile 2016.

## Tracce
Testi e musiche di Austin Post, Charlie Handsome, Rex Kudo e Idan Kalai.
1. Go Flex – 3:01

## Formazione
- Post Malone – voce
- Charlie Handsome – cori, basso, chitarra, programmazione, produzione
- Rex Kudo – programmazione, produzione
- Peter Lee Johnson – cori, chitarra, corde
- Manny Marroquin – missaggio
- Chris Galland – assistenza al missaggio
- Ike Schultz – assistenza al missaggio
- Mike Bozzi – mastering

## Classifiche
| Classifica (2016-18) | Posizione massima |
| -------------------- | ----------------- |
| Canada               | 74                |
| Filippine            | 61                |
| Irlanda              | 63                |
| Lettonia             | 54                |
| Portogallo           | 58                |
| Regno Unito          | 100               |
| Repubblica Ceca      | 82                |
| Slovacchia           | 63                |
| Stati Uniti          | 76                |
| Svezia               | 54                |